# Urażony honor hutnika Mimi
Urażony honor hutnika Mimi lub Hutnik Mimí dotknięty na honorze (wł. Mimí metallurgico ferito nell'onore) – włoska komedia z 1972 roku w reżyserii Liny Wertmüller.
Światowa premiera filmu miała miejsce 19 lutego 1972 roku podczas 25. Międzynarodowego Festiwalu Filmowego w Cannes.

## Opis fabuły
Matka zmusza Carmelo (Giancarlo Giannini) do opuszczenia Sycylii. Jego żonie udaje się przekonać go, by zamieszkali w Turynie. Tam mężczyzna zakochuje się w Fiorelli (Mariangela Melato), z którą wkrótce zakłada nową rodzinę.

## Obsada
- Giancarlo Giannini – Carmelo Mardocheo / Mimí
- Mariangela Melato – Fiorella Meneghini
- Turi Ferro – Don Calogero / Vico Tricarico / Salvatore Tricarico
- Agostina Belli – Rosalia Capuzzo in Mardocheo
- Luigi Diberti – Pippino
- Elena Fiore – Amalia Finocchiaro
- Tuccio Musumeci – Pasquale
- Ignazio Pappalardo – Massaro 'Ntoni
- Gianfranco Barra – sierżant Amilcare Finnocchiaro
- Livia Giampalmo – Violetta

i inni

## Produkcja
Zdjęcia kręcono w Turynie i Katanii.